# الدوري البرتغالي الدرجة الثانية 1998–99
الدوري البرتغالي الدرجة الثانية 1998–99 هو موسم من الدوري البرتغالي الدرجة الثانية. فاز فيه نادي فريموند ‏.